# Denis Terent'ev
Denis Sergeevič Terent'ev (in russo Дени́с Серге́евич Тере́нтьев?; San Pietroburgo, 13 agosto 1992) è un calciatore russo, difensore del Baltika.

## Palmarès

### Club

#### Competizioni nazionali
- Pervaja Liga: 1

Baltika: 2024-2025